# Galeria (formacja skalna)

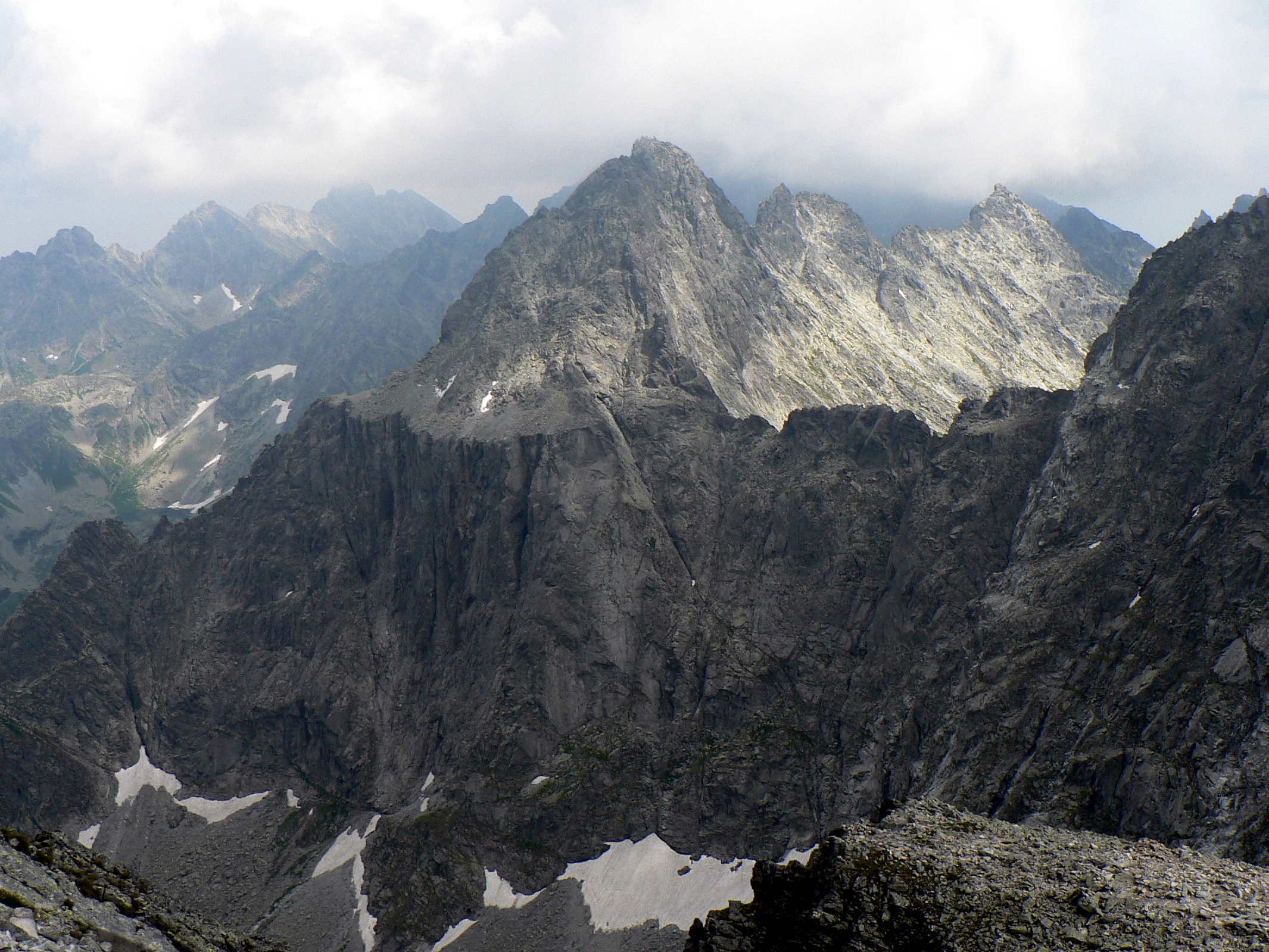
Galeria Gankowa w Tatrach

Galeria – we wspinaczce i tatrologii nazwą tą określa się duży, poziomy lub mało stromy fragment stoku góry, ale podcięty bardzo stromym urwiskiem lub ścianą. Galeria jest rodzajem tarasu. Bardzo wąska, ale długa galeria jest podobna do półki, odmianą galerii jest galeryjka.
W Tatrach typowym przykładem galerii jest Galeria Gankowa.